# Kosteletzkya semota
Kosteletzkya semota är en malvaväxtart som beskrevs av O.J.Blanch.. Kosteletzkya semota ingår i släktet Kosteletzkya och familjen malvaväxter. Inga underarter finns listade i Catalogue of Life.